# Primal (serial)
Primal (cunoscut de asemenea ca Genndy Tartakovsky's Primal sau Primal: Tales of Savagery) este un serial american de acțiune horror de televiziune de animație pentru adulți creat și regizat de Genndy Tartakovsky pentru blocul de programe de noapte al Cartoon Network Adult Swim. Este produs de Cartoon Network Studios și Williams Street.
Primal este amplasat într-o viziune an anacronistică a preistoriei, prezentând dinozauri, mamifere din Epoca de Gheață, hominizi timpurii și Homo sapiens post-metalurgici toți coexistând într-o singură perioadă de timp, încorporând o mulțime de elemente din science fiction, fantezie, horror, acțiune și aventură. Primele două sezoane se concentrează pe călătoria lui Spear (Aaron LaPlante), un Neanderthal, și Fang (Joel Valentine), o femelă Tyrannosaurus rex inteligentă unică, ambii care și-au pierdut familiile în mod tragic în primul episod. Ei își unesc forțele să supraviețuiască mediului aspru împreună, descoperind ulterior civilizații dezvoltate cu care sfârșesc a intra in conflicte cu ele. Serialul nu are dialog în timpul primului sezon înainte să încorporeze dialog minim cu introducerea unui al treilea personaj, Mira (Laëtitia Eïdo), în conformitate cu lucrările anterioare ale lui Tartakovsky.
Primul sezon de 10 episoade al Primal a fost împărțit în două părți de câte 5 episoade. Serialul a avut premiera pe Adult Swim pe 8 octombrie 2019, cu episoadele rămase fiind lansate zilnic pe parcursul săptămânii. A doua jumătate a sezonului a avut premiera cu un episod pe 1 aprilie 2020, cu următoarele episoade fiind lansate săptămânal de cinci săptămâni de după 4 octombrie 2020. În august 2020, serialul a fost reînnoit pentru un al doilea sezon de 10 episoade, care a avut premiera pe 22 iulie și s-a terminat pe 16 septembrie 2022. În iunie 2023, Adult Swim a reînnoit serialul pentru un al treilea sezon de 10 episoade. Urmând finalului celui de al doilea sezon care încheie povestea lui Spear și Fang, Tartakovsky a confirmat că Primal o să devină un serial de antologie din al treilea sezon.
Primal a primit aclamare critică pe scară largă, cu multă laudă pentru animație, poveste, niveluri emoționale, muzică, elemente de horror și montaj. Serialul a câștigat trei Premii ale Juriului pentru Realizări Individuale Remarcabile în Animație la Premiile Emmy.

## Premiza
Serialul urmărește un om al peșterii și tot odată un vânător formidal, la început de evoluție, și un Tyrannosaurus, pe cale de dispariție, într-un timp preistoric fantezist plin de creaturi din ere diferite. Datorită unor tragedii, ei fac o prietenie neobișnuită, iar prietenia lor unul față de celălalt este singura lor șansă de supraviețuire într-o lume primordială și violentă.

## Distribuția
- Aaron LaPlante – Spear, Monkey #3, Viking C, Constable, Soldier 1, Soldier 2
- Laëtitia Eïdo – Mira
- Tom Kenny – Monkey #1, Monkey #2
- Jon Olson – Shaman, Krog
- Adam Fergus – Chief
- Fred Tatasciore – Chieftan, Eldar, Mad-Man, Giroud
- MyAnna Buring – Rikka
- Darin De Paul – Viking A, Viking B, Viking D
- Jacob Dudman – Charles, Stevens
- Giles Matthey – Blakely
- Jeremy Crutchley – Lord Darlington, Bertie
- Imari Williams – Kamau, Soldier 3, Soldier 4
- Hillary Hawkins – Amal
- Ike Amadi – Warrior 4, Warrior 5, Warrior 6
- Amina Koroma – Ima
- Dave Fennoy – Mira's Dad, Villager
- Noah Bentley – Young Spear
- Ali Zayn – Warrior, Villager
- Lilah Tartakovsky – Spear's Daughter

## Episoade
| Premiera originală | N/o | Titlu englez                |
| ------------------ | --- | --------------------------- |
|                    |     |                             |
| SEZONUL 1          |     |                             |
|                    |     |                             |
| 07.10.2019         | 1   | Spear and Fang              |
| 08.10.2019         | 2   | River of Snakes             |
| 09.10.2019         | 3   | A Cold Death                |
| 10.10.2019         | 4   | Terror Under the Blood Moon |
| 11.10.2019         | 5   | Rage of the Ape-Men         |
| 04.10.2020         | 6   | Scent of Prey               |
| 11.10.2020         | 7   | Plague of Madness           |
| 18.10.2020         | 8   | Coven of the Damned         |
| 25.10.2020         | 9   | The Night Feeder            |
| 01.11.2020         | 10  | Slave of the Scorpion       |
|                    |     |                             |
| SEZONUL 2          |     |                             |
|                    |     |                             |
| 21.07.2022         | 11  | Sea of Despair              |
| 21.07.2022         | 12  | Shadow of Fate              |
| 28.07.2022         | 13  | Dawn of Man                 |
| 04.08.2022         | 14  | The Red Mist                |
| 11.08.2022         | 15  | The Primal Theory           |
| 18.08.2022         | 16  | Vidarr                      |
| 25.08.2022         | 17  | The Colossaeus              |
| 01.09.2022         | 18  | The Colossaeus              |
| 08.09.2022         | 19  | The Colossaeus              |
| 15.09.2022         | 20  | Echoes of Eternity          |